# Minvoul
Minvoul es una comuna gabonesa, chef-lieu del departamento de Haut-Ntem de la provincia de Woleu-Ntem.
En 2013 la comuna tenía una población de 3719 habitantes, de los cuales 1867 eran hombres y 1852 eran mujeres.
La localidad está habitada principalmente por fangs, hablándose como lengua principal el dialecto mvaï, con minorías de los dialectos ntumu y nzamane. También vive en la localidad una minoría de pigmeos baka.
Se ubica unos 70 km al noreste de la capital provincial Oyem, junto a la frontera con Camerún.